# Кульон східний
Кульон східний (Numenius madagascariensis) — вид сивкоподібних птахів родини баранцевих (Scolopacidae). 

## Поширення
Птах гніздиться у північно-східній Азії, включаючи Сибір до Камчатки та Монголію. Середовище його розмноження складається із заболочених угідь і берегів озер. Більшість птахів зимують у прибережній Австралії, а деякі прямують до Південної Кореї, Таїланду, Філіппін і Нової Зеландії, де вони залишаються в лиманах, на пляжах і солончаках. Під час міграції кульон східний зазвичай проходить через Жовте море.

## Опис
Довжина тіла 53-68 см, з них 13-20 см припадає на дзьоб і 11,5-12,5 см на хвіст. Розмах крил близько 110 см. Маса тіла 390-1350 г, самці легші. Явного статевого диморфізму немає. Верх голови і потилиця темно-коричневі, пір'я з опушенням. Спина чорнувато-коричнева, по краю кожного пір'я є неправильна червона пляма вохристого кольору. Криючі крила темно-коричневі, облямовані світло-сірим. Реміги третього порядку коричневі, по краях світліші. Тильна сторона і верхня частина надхвостя темно-коричнева, смугаста по краях вохристо-сіра. Світло-коричневі прямокутники вкриті більш темною смугою. Нижня частина покривів хвоста темно-коричнева, вони увінчані чорним кінчиком. Перші 5 ремігів першого порядку темно-коричневі з білими черешками, решта ремігів першого і другого порядку прикрашені неправильними білими смугами. Боки голови, горло і вся нижня сторона тіла світло-палеві, з чорно-коричневою лінією на кожному пері. Ноги і стопи свинцево-блакитні, райдужка темно-коричнева.